# Soul to Squeeze
Soul To Squeeze er en sang skrevet og indspillet af det amerikanske rockband Red Hot Chili Peppers. Sangen blev indspillet under produktionen af bandets femte studiealbum, Blood Sugar Sex Magik, men først udgivet i 1993 i sammenhæng med udgivelsen af soundtracket til filmen Coneheads. Sangen blev genudgivet i 2003 på bandets Greatest Hits kompilations-album. 
Bandet optrådte for første gang med sangen i 1998, efter guitaristen, John Frusciantes, tilbagevenden til bandet.
| Musik | Spire Denne musikartikel er en spire som bør udbygges. Du er velkommen til at hjælpe Wikipedia ved at udvide den. |